# Los Cuates de Sinaloa
Los Cuates de Sinaloa est un groupe mexicain, originaire de La Vainilla, Sinaloa.

## Histoire
Los Cuates de Sinaloa est un groupe de musique régionale mexicaine dirigé par les cousins Gabriel et Nano Berrelleza, originaire de La Vainilla, Sinaloa, au Mexique, mais installé à Phoenix, aux États-Unis. Ils sont spécialisés dans le style sierreño et ont interprété différents styles de chansons tels que les rancheras, les cumbias et les huapangos, mais sont surtout célèbres pour leurs corridos,. Le groupe signe un contrat d'enregistrement avec Sony/BMG en 2006. Leur album, Puro sierreño bravo, sorti en 2006, se hisse à la 13e place du Top Latin Albums chart,. Leur chanson Negro y azul est utilisée pour ouvrir l'épisode homonyme de la populaire série télévisée américaine Breaking Bad. Dans cet épisode, on peut voir le groupe jouer la chanson au milieu d'un désert à la frontière entre les États-Unis et le Mexique.

## Discographie
- 2007 : Los gallos mas caros
- 2007 : Puro sierreño bravo
- 2008 : Mi santito preferido
- 2008 : Puros exitos chacas
- 2009 : Pegando con tuba
- 2010 : Puro cartel
- 2011 : Tocando with the mafia